# Мордовина, Нинель Александровна
Нине́ль Алекса́ндровна Мордо́вина (12 июля 1927, Сковородино, Читинская область, РСФСР, СССР — 8 января 2001, Москва, Россия) — советская и российская поэтесса, автор семнадцати сборников стихотворений, член Союза писателей СССР.

## Биография
Родилась на станции Сковородино на Дальнем Востоке России, по другим данным — в китайском городе Харбине. Родной отец Нинель Трофим Третьяк был репрессирован как «японский шпион», она была удочерена офицером-пограничником Александром Таяновским. Работала телеграфисткой, в годы войны — токарем-универсалом на оборонном заводе. В 1945 году вышла замуж за лётчика-испытателя В. Ю. Мордовина. Жила в Беларуси, Эстонии, Ленинграде, в городе Ахтубинске Астраханской области.
В 1965 году начала заниматься литературным творчеством. В 1966 в Нижне-Волжском книжном издательстве вышла первая книга Мордовиной — сборник стихов «Синняя птица». В 1973 году стала членом Союза писателей СССР. С 1976 года жила в Астрахани, куда переехала для работы с молодыми литераторами по приглашению А. Шадрина. В разные годы возглавляла литературные объединения в Астрахани, Ахтубинске, Волгограде. Её литературная студия в Астрахани воспитала много талантливых учеников, в числе которых был и Андрей Белянин. 
Публиковалась в газетах «Труд», «Волга», «Советская Россия», «Комсомолец Каспия», в журналах «Наш современник», «Волга», «Альманах поэзии» и других. Песни на стихи Мордовиной писал Григорий Пономаренко, они были в репертуаре Людмилы Зыкиной .
О стихах Н. Мордовиной в газетах «Правда» и «Красная звезда» писал В. Фёдоров, считая, что  «лучше всего своеобразие ее поэзии выражает стихотворение «Характер» . Говоря о сильной поэтической школе в Астрахани, центральные литературные газеты называют имя Мордовиной. «Литературная газета»,  публикуя в 2003 году  новость о выходе в свет «Антологии астраханской поэзии», особо выделала стихи Мордовиной.

## Память
На здании музыкальной школы имени Милия Балакирева в Ахтубинске установлена мемориальная табличка в память о Нинель Мордовиной. 
Её имя носит в Астрахани средняя школа №33, где также открыт музей Н. Мордовиной.
Чтобы увековечить память о поэтессе, Агентство по делам молодежи Астраханской области и правление областной писательской организации «Молодые писатели Астрахани» учредило для молодых авторов литературную премию имени Нинель Александровны Мордовиной . В Астрахани также учреждён областной Литературный конкурс имени Нинели Мордовиной, который проводится ежегодно.

Имя Мордовиной вспоминали в 2021 году в связи с попытками администрации города создать официальный гимн города Астрахань: 
У нас в городе давным-давно на церемониях и концертах музыкальные коллективы исполняют так называемый «неофициальный» гимн города под авторством Нинель Мордовиной… Прочтите Мордовину ещё раз. Оказывается, можно ведь написать текст и без штампов, если ты настоящий поэт.
В. Огрызко включил имя Мордовиной в свою книгу-лексикон «Русские писатели. Современная эпоха. Лексикон: Эскиз будущей энциклопедии».